# Leopold Kronecker
Leopold Kronecker (7. december 1823, Liegnitz – 29. december 1891, Berlin) var en tysk matematiker og logiker med den holdning, at aritmetik og analyse skulle baseres på "hele tal". Han udtalte, at "Gud skabte heltallene; alt andet er menneskets værk" (Bell 1986, p. 477). Hermed var Kronecker i opposition til Georg Cantors matematiske udvidelser. Kronecker var en elev og livslang ven af Ernst Kummer.
Kronecker blev student i Berlin i 1841, og han promoveredes i 1845 til doctor philosophiae på Humboldt-Universität zu Berlin med en afhandling om talteori. Han var en af Peter Gustav Dirichlets elever.